# Adam Makowski
Adam Piotr Makowski – polski historyk, profesor nauk humanistycznych.

## Życiorys
7 grudnia 1994 obronił pracę doktorską Formowanie komunistycznego monopolu władzy politycznej na Pomorzu Zachodnim w latach 1945–1948, 11 października 2007 habilitował się na podstawie pracy zatytułowanej Pomorze Zachodnie w polityce gospodarczej Polski w latach 1950–1960. W 2020 otrzymał nominację profesorską. 
Został zatrudniony na stanowisku profesora nadzwyczajnego. Był dyrektorem Instytutu Historycznego Uniwersytetu Szczecińskiego.
W 2021 odznaczony Złotym Krzyżem Zasługi.W 2024 został wyróżniony Złotym Medalem Polskiego Towarzystwa Historycznego.